# Philipsburg (Montana)
Philipsburg is een plaats (town) in de Amerikaanse staat Montana, en valt bestuurlijk gezien onder Granite County.

## Demografie
Bij de volkstelling in 2000 werd het aantal inwoners vastgesteld op 914.
In 2006 is het aantal inwoners door het United States Census Bureau geschat op 940, een stijging van 26 (2,8%).

## Geografie
Volgens het United States Census Bureau beslaat de plaats een oppervlakte van
2,1 km², geheel bestaande uit land. Philipsburg ligt op ongeveer 1651 m boven zeeniveau.

## Bezienswaardigheden

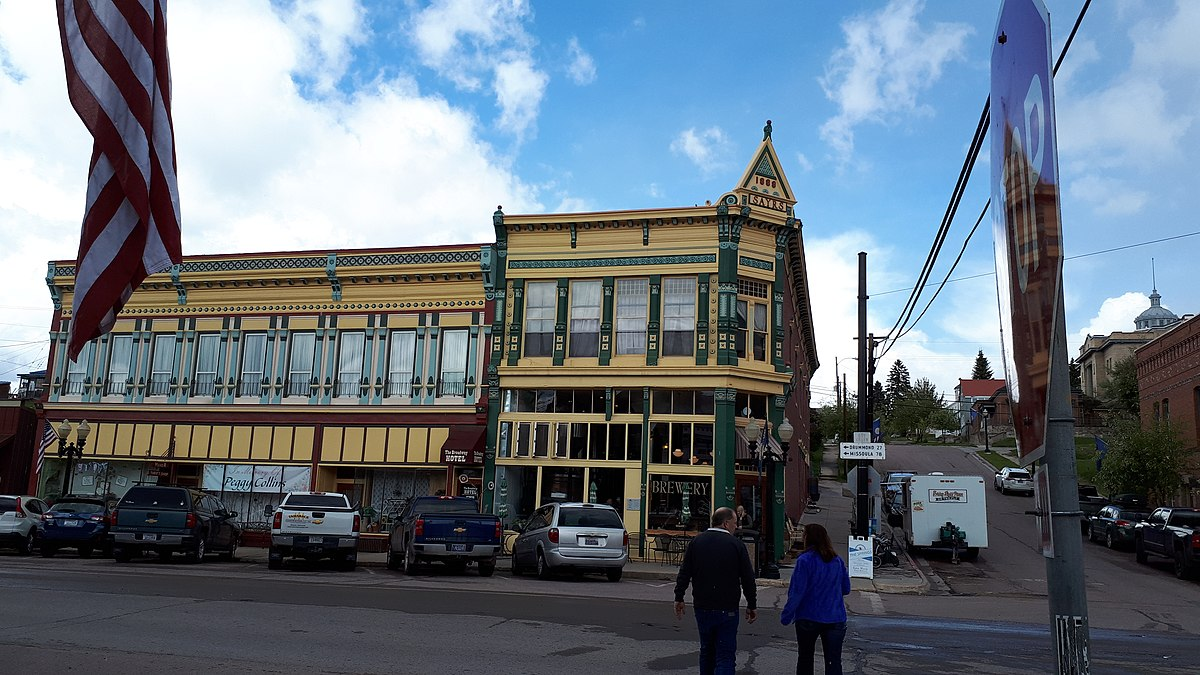
Brouwerij in het Sayrs gebouw

De Philipsburg Brewing Company vestigde zich in 2012 in het Sayrs gebouw, dat dateert uit 1888. 

## Plaatsen in de nabije omgeving
De onderstaande figuur toont nabijgelegen plaatsen in een straal van 44 km rond Philipsburg.